# 莱奥·卡特卡维克
莱奥·弗兰克·卡特卡维克（英語：Leo Frank Katkaveck，1923年4月17日—2006年5月6日），美国NBA联盟前职业篮球运动员。